# Mantidactylus
Mantidactylus – rodzaj płazów bezogonowych z rodziny mantellowatych (Mantellidae).

## Zasięg występowania
Rodzaj obejmuje gatunki występujące na Madagaskarze i sąsiednich wyspach.

## Podział systematyczny
Do rodzaju należą następujące gatunki:
- Mantidactylus aerumnalis (Peracca, 1893)
- Mantidactylus albofrenatus (Müller, 1892)
- Mantidactylus alutus (Peracca, 1893)
- Mantidactylus ambohimitombi Boulenger, 1919
- Mantidactylus ambony Scherz, Rasolonjatovo, Köhler, Rancilhac, Rakotoarison, Raselimanana, Ohler, Preick, Hofreiter, Glaw & Vences, 2020
- Mantidactylus ambreensis Mocquard, 1895
- Mantidactylus argenteus Methuen, 1920
- Mantidactylus atsimo Scherz, Glaw, Hutter, Bletz, Rakotoarison, Köhler & Vences, 2019
- Mantidactylus augustini Scherz, Crottini, Hutter, Hildenbrand, Andreone, Fulgence, Köhler, Ndriantsoa, Ohler, Preick, Rakotoarison, Rancilhac, Raselimanana, Riemann, Rödel, Rosa, Streicher, Vieites, Köhler, Hofreiter, Glaw & Vences, 2022
- Mantidactylus bellyi Mocquard, 1895
- Mantidactylus betsileanus (Boulenger, 1882)
- Mantidactylus biporus (Boulenger, 1889)
- Mantidactylus bletzae Scherz, Crottini, Hutter, Hildenbrand, Andreone, Fulgence, Köhler, Ndriantsoa, Ohler, Preick, Rakotoarison, Rancilhac, Raselimanana, Riemann, Rödel, Rosa, Streicher, Vieites, Köhler, Hofreiter, Glaw & Vences, 2022
- Mantidactylus bourgati Guibé, 1973
- Mantidactylus brevipalmatus Ahl, 1929
- Mantidactylus brevirostris Scherz, Crottini, Hutter, Hildenbrand, Andreone, Fulgence, Köhler, Ndriantsoa, Ohler, Preick, Rakotoarison, Rancilhac, Streicher, Vieites, Köhler, Hofreiter, Glaw & Vences, 2022
- Mantidactylus charlotteae Vences & Glaw, 2004
- Mantidactylus cowanii (Boulenger, 1882)
- Mantidactylus curtus (Boulenger, 1882)
- Mantidactylus delormei Angel, 1938
- Mantidactylus eulenbergeri Scherz, Crottini, Hutter, Hildenbrand, Andreone, Fulgence, Köhler, Ndriantsoa, Ohler, Preick, Rakotoarison, Rancilhac, Raselimanana, Riemann, Rödel, Rosa, Streicher, Vieites, Köhler, Hofreiter, Glaw & Vences, 2022
- Mantidactylus femoralis (Boulenger, 1882)
- Mantidactylus fergusoni Scherz, Crottini, Hutter, Hildenbrand, Andreone, Fulgence, Köhler, Ndriantsoa, Ohler, Preick, Rakotoarison, Rancilhac, Raselimanana, Riemann, Rödel, Rosa, Streicher, Vieites, Köhler, Hofreiter, Glaw & Vences, 2022
- Mantidactylus georgei Scherz, Crottini, Hutter, Hildenbrand, Andreone, Fulgence, Köhler, Ndriantsoa, Ohler, Preick, Rakotoarison, Rancilhac, Raselimanana, Riemann, Rödel, Rosa, Streicher, Vieites, Köhler, Hofreiter, Glaw & Vences, 2022
- Mantidactylus glosi Scherz, Crottini, Hutter, Hildenbrand, Andreone, Fulgence, Köhler, Ndriantsoa, Ohler, Preick, Rakotoarison, Rancilhac, Raselimanana, Riemann, Rödel, Rosa, Streicher, Vieites, Köhler, Hofreiter, Glaw & Vences, 2022
- Mantidactylus grandidieri Mocquard, 1895
- Mantidactylus grubenmanni Scherz, Crottini, Hutter, Hildenbrand, Andreone, Fulgence, Köhler, Ndriantsoa, Ohler, Preick, Rakotoarison, Rancilhac, Raselimanana, Riemann, Rödel, Rosa, Streicher, Vieites, Köhler, Hofreiter, Glaw & Vences, 2022
- Mantidactylus gudrunae Scherz, Crottini, Hutter, Hildenbrand, Andreone, Fulgence, Köhler, Ndriantsoa, Ohler, Preick, Rakotoarison, Rancilhac, Raselimanana, Riemann, Rödel, Rosa, Streicher, Vieites, Köhler, Hofreiter, Glaw & Vences, 2022
- Mantidactylus guttulatus (Boulenger, 1881)
- Mantidactylus inaudax (Peracca, 1893)
- Mantidactylus incognitus Scherz, Crottini, Hutter, Hildenbrand, Andreone, Fulgence, Köhler, Ndriantsoa, Ohler, Preick, Rakotoarison, Rancilhac, Raselimanana, Riemann, Rödel, Rosa, Streicher, Vieites, Köhler, Hofreiter, Glaw & Vences, 2022
- Mantidactylus jahnarum Scherz, Crottini, Hutter, Hildenbrand, Andreone, Fulgence, Köhler, Ndriantsoa, Ohler, Preick, Rakotoarison, Rancilhac, Raselimanana, Riemann, Rödel, Rosa, Streicher, Vieites, Köhler, Hofreiter, Glaw & Vences, 2022
- Mantidactylus jonasi Scherz, Crottini, Hutter, Hildenbrand, Andreone, Fulgence, Köhler, Ndriantsoa, Ohler, Preick, Rakotoarison, Rancilhac, Raselimanana, Riemann, Rödel, Rosa, Streicher, Vieites, Köhler, Hofreiter, Glaw & Vences, 2022
- Mantidactylus katae Scherz, Crottini, Hutter, Hildenbrand, Andreone, Fulgence, Köhler, Ndriantsoa, Ohler, Preick, Rakotoarison, Rancilhac, Raselimanana, Riemann, Rödel, Rosa, Streicher, Vieites, Köhler, Hofreiter, Glaw & Vences, 2022
- Mantidactylus kortei Scherz, Crottini, Hutter, Hildenbrand, Andreone, Fulgence, Köhler, Ndriantsoa, Ohler, Preick, Rakotoarison, Rancilhac, Raselimanana, Riemann, Rödel, Rosa, Streicher, Vieites, Köhler, Hofreiter, Glaw & Vences, 2022
- Mantidactylus lugubris (Duméril, 1853)
- Mantidactylus madecassus (Millot & Guibé, 1950)
- Mantidactylus mahery Scherz, Crottini, Hutter, Hildenbrand, Andreone, Fulgence, Köhler, Ndriantsoa, Ohler, Preick, Rakotoarison, Rancilhac, Raselimanana, Riemann, Rödel, Rosa, Streicher, Vieites, Köhler, Hofreiter, Glaw & Vences, 2022
- Mantidactylus majori Boulenger, 1896
- Mantidactylus manerana Scherz, Crottini, Hutter, Hildenbrand, Andreone, Fulgence, Köhler, Ndriantsoa, Ohler, Preick, Rakotoarison, Rancilhac, Raselimanana, Riemann, Rödel, Rosa, Streicher, Vieites, Köhler, Hofreiter, Glaw & Vences, 2022
- Mantidactylus marintsoai Scherz, Crottini, Hutter, Hildenbrand, Andreone, Fulgence, Köhler, Ndriantsoa, Ohler, Preick, Rakotoarison, Rancilhac, Raselimanana, Riemann, Rödel, Rosa, Streicher, Vieites, Köhler, Hofreiter, Glaw & Vences, 2022
- Mantidactylus melanopleura (Mocquard, 1901)
- Mantidactylus mocquardi Angel, 1929
- Mantidactylus noralottae Mercurio & Andreone, 2007
- Mantidactylus opiparis (Peracca, 1893)
- Mantidactylus paidroa Bora, Ramilijaona, Raminosoa & Vences, 2011
- Mantidactylus pauliani Guibé, 1973
- Mantidactylus petakorona Scherz, Glaw, Hutter, Bletz, Rakotoarison, Köhler & Vences, 2019
- Mantidactylus radaka Rancilhac, Bruy, Scherz, Pereira Silva, Preick, Straube, Lyra, Ohler, Streicher, Andreone, Crottini, Hutter, Randrianantoandro, Rakotoarison, Glaw, Hofreiter & Vences, 2020
- Mantidactylus riparius Scherz, Crottini, Hutter, Hildenbrand, Andreone, Fulgence, Köhler, Ndriantsoa, Ohler, Preick, Rakotoarison, Rancilhac, Raselimanana, Riemann, Rödel, Rosa, Streicher, Vieites, Köhler, Hofreiter, Glaw & Vences, 2022
- Mantidactylus schulzi Vences, Hildenbrand, Warmuth & Andreone & Glaw, 2018
- Mantidactylus steinfartzi Scherz, Crottini, Hutter, Hildenbrand, Andreone, Fulgence, Köhler, Ndriantsoa, Ohler, Preick, Rakotoarison, Rancilhac, Raselimanana, Riemann, Rödel, Rosa, Streicher, Vieites, Köhler, Hofreiter, Glaw & Vences, 2022
- Mantidactylus stelliger Scherz, Crottini, Hutter, Hildenbrand, Andreone, Fulgence, Köhler, Ndriantsoa, Ohler, Preick, Rakotoarison, Rancilhac, Raselimanana, Riemann, Rödel, Rosa, Streicher, Vieites, Köhler, Hofreiter, Glaw & Vences, 2022
- Mantidactylus tricinctus (Guibé, 1947)
- Mantidactylus tripunctatus Angel, 1930
- Mantidactylus ulcerosus (Boettger, 1880)
- Mantidactylus zipperi Vences & Glaw, 2004
- Mantidactylus zolitschka Glaw & Vences, 2004